# Aldraba
Uma aldraba ou aldrava é uma peça móvel, geralmente uma argola feita de metal, que se prende às portas e portões e que serve tanto para trancar quanto para bater contra a porta/portão para chamar a atenção de quem se encontra do lado de dentro.